# Kavachi
Kavachi – aktywny stratowulkan podmorski położony na południowym zachodzie Pacyfiku, w archipelagu Wysp Salomona, na południe od wysp Nggatokae i Vangunu. Jest zbudowany ze skał bazaltowych i andezytowych. Stożek wulkanu wznosi się z głębokości 1,1–1,2 km po stronie północnej oraz z jeszcze większych głębokości na południowym wschodzie. Pierwsza zarejestrowana erupcja wulkanu miała miejsce w 1939 roku, jednak mieszkańcy pobliskich wysp donosili o „ogniu na wodzie” jeszcze przed rokiem 1939, co może być odniesieniem do wcześniejszych erupcji. Od tego czasu wielokrotnie w wyniku erupcji tworzyły się efemeryczne wyspy o długości do 1 km, na których czasami obserwowano przepływy lawy. Aktywność wulkaniczna charakteryzowała się erupcjami freatomagmowymi, które wyrzucały parę wodną, popiół oraz żarzące się bomby wulkaniczne. Nazwa wulkanu pochodzi od boga mórz wyznawanego przez mieszkańców Nggatokae i Vangunu. Czasami określany jest on także jako Rejo te Kvachi, co oznacza „Piekarnik Kavachiego”. W 2015 roku odkryto, że w kraterze wulkanu żyją rekiny młoty i żarłacze jedwabiste.